# Nachal Nicana
Nachal Nicana (hebrejsky: נחל ניצנה, arabsky: Vádí al-Adžram) je vádí v Izraeli a Egyptě, v Negevské poušti a na Sinajském poloostrově.
Jeho délka dosahuje na izraelském území cca 65 kilometrů a jde tak o jeden z nejdelších vodních toků v Negevu, ovšem bez stálého průtoku. Nachal Nicana pramení v centrálním Negevu, v nadmořské výšce okolo 1000 metrů na úbočí hory Har Ramon, která stojí na západním okraji útvaru Machteš Ramon. Odtud směřuje k severovýchodu podél vnějšího okraje Machteš Ramon. Míjí zde lokální silnici 171. Ve 40. letech 20. století tu britská společnost British Petroleum Company (předchůdce dnešní BP) prováděla geologický průzkum s cílem odhalit možná ložiska ropy. V březnu 1949 pak tuto silnici využili Izraelci během Operace Ovda (dobytí Negevu a nynějšího Ejlatu).
Pak se tok stáčí k severozápadu, přičemž prochází zcela neosídlenou pouštní krajinou, členěnou četnými údolími a horskými hřbety. Prvním lidským sídlem, které míjí je osada Ezuz, u které vstupuje do širokého údolí. Následuje shluk několika vesnic poblíž hraničního přechodu Nicana (Kmehin, Nicanej Sinaj, Be'er Milka). Nacházejí se tu stopy po starověkém osídlení (zejména lokalita Tel Nicana). U Be'er Milka do Nachal Nicana ústí tok Nachal Lavan. V dalším úseku prochází Nachal Nicana opět zcela neosídlenou krajinou, přičemž po pravé straně míjí písečné duny Cholot Chaluca. Stáčí se k západu a vstupuje na území Egypta, kde nese název Vádí al-Adžram. Zde se po jisté době tok vytrácí v písečných dunách.
18. ledna 2010 došlo v důsledku náhlých přívalových dešťů v Negevské poušti na Nachal Nican z povodním, které zničily most, po němž vede lokální silnice 211 u mládežnické vesnice Nicana. Při kulminaci dosahoval průtok ve vádí 1420 kubických metrů za sekundu. Podle měření jde o nejvyšší průtok zaznamenaný na jakémkoliv vodním toku v Izraeli (druhým nejvyšším byla povodeň na Nachal Paran s 1150 kubíky za sekundu).